# Buddhapalita
Buddhapalita – mnich buddyjski żyjący pomiędzy 400 - 450 r. n.e. z południowych Indii. Uczeń Sangharakszity. Założyciel szkoły prasanghika należącej do madhjamiki.
Napisał w sanskrycie komentarz do Mulamadhyamakarika Nagardżuny.